# Funklotterie-Postkarte

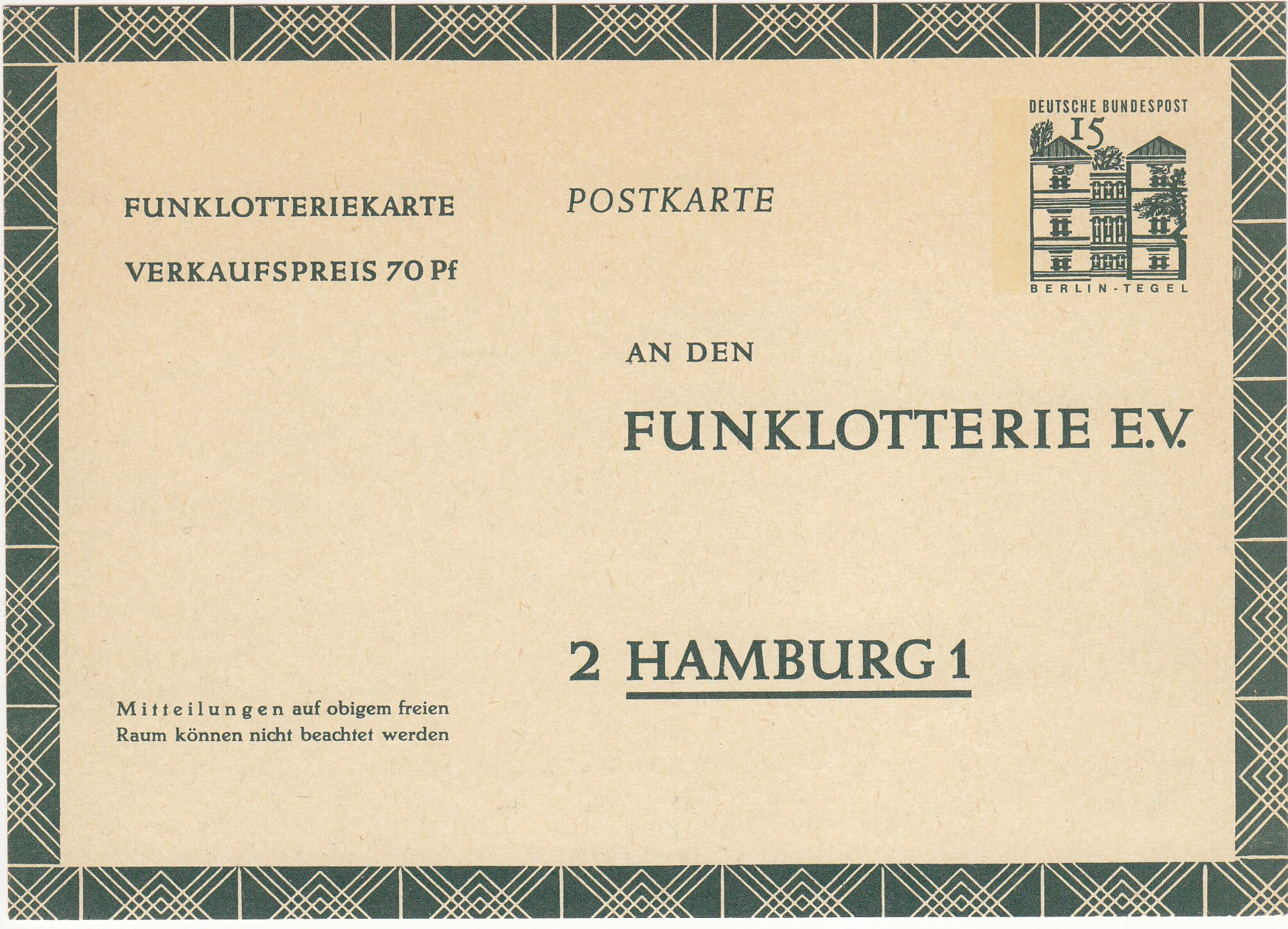
Beispiel einer Vorderseite von Funklotterie-Postkarten

Bei der Funklotterie-Postkarte handelt es sich um eine Ganzsachen-Postkarte. 

## Länder

### Bundesrepublik Deutschland
Die Lotterie wurde von der Deutschen Hilfsgemeinschaft über den Norddeutschen Rundfunk veranstaltet, und diese Postkarten dienten zur Teilnahme an der Lotterie der Ratesendung Funklotterie. Für die ersten Sendungen ab 15. August 1948 gab es noch weder spezielle Postkarten noch sonstige Formulare hierfür, als Bezahlung legten die Teilnehmer daher einen 50-Pfennig-Geldschein im Brief bei. Die ersten Exemplare der Postkarten erscheinen am 10. Mai 1949 mit Wertstempeleindruck von zunächst 10 Pfennigen. Der Verkaufspreis betrug anfangs 70 Pfennige und wurde aber am 27. Juli 1951 auf 65 Pfennige gesenkt. Der Gewinn wurde für wohltätige Zwecke verwendet. Zwischenzeitlich lief die Sendung ab November 1961 mit Ausgaben im Fernsehen, sie wechselte dann aber nach zwölf Folgen wieder zurück auf das Radioformat. Die Funklotterie wurde im April 1969 eingestellt. Moderatoren der Sendung waren Just Scheu, Carl Voscherau und Annette von Aretin.
Erst am 6. November 1997 wurde eine Medienlotterie-Postkarte zur Teilnahme am Preisausschreiben der ARD-Gala Sportler des Jahres 1997 herausgegeben.
| Bild | Frankaturwert in Pfennig | Verkaufspreis in Pfennig | Ausgabedatum     | Verkauf bis      | Anschriftenvordruck                                                        | Besonderheiten                                                               | Michel-Nr. |
| ---- | ------------------------ | ------------------------ | ---------------- | ---------------- | -------------------------------------------------------------------------- | ---------------------------------------------------------------------------- | ---------- |
|      | 10                       | 65                       | 1949             |                  | Funklotterie der Deutschen Hilfsgemeinschaften e. V. (24a) Hamburg 1       |                                                                              | FP 1       |
|      | 15                       | 70                       | 1965             |                  |                                                                            | Der Wertstempel ist aus der Serie Deutsche Bauwerke aus zwölf Jahrhunderten. | FP 11      |
|      | 100                      | 150                      | 6. November 1997 | 3. Dezember 1997 | Stiftung Deutsche Sporthilfe „ARD Gala-Sportler des Jahres“ 69999 Mannheim | Als Wertstempel diente Michel-Nummer 1900 (Streetball).                      | FP 14      |

### Deutsche Demokratische Republik
In der DDR wurde 1952 gleichfalls eine Funklotterie-Postkarte herausgegeben. Die Erlöse hieraus wurde für den Wiederaufbau von Ost-Berlin verwendet. Von den 150.000 hergestellten Stück konnten 71.635 nicht verkauft werden.
| Bild | Frankaturwert in Pfennig | Verkaufspreis in Pfennig | Ausgabedatum | Verkauf bis    | Anschriftenvordruck                                       | Besonderheiten                                                | Michel-Nr. |
| ---- | ------------------------ | ------------------------ | ------------ | -------------- | --------------------------------------------------------- | ------------------------------------------------------------- | ---------- |
|      | 12                       | 65                       | 1952         | September 1953 | Aufbau-Lotterie im Funk Berlin W 8 Friedrichstraße 196–70 | Links Bildwerbung für den Neuaufbau der Hauptstadt-Hochhäuser | FP 1       |